# Fenilacetil-CoA deidrogenasi
La fenilacetil-CoA deidrogenasi è un enzima appartenente alla classe delle ossidoreduttasi, che catalizza la seguente reazione:
fenilacetil-CoA + H2O + 2 chinone ⇄ fenilgliossilil-CoA + 2 chinolo
L'enzima di Thauera aromatica è una proteina legata alla membrana, contenente molibdeno, ferro e zolfo e specifico per il substrato fenilacetil-CoA. Fenilacetato, acetil-CoA, benzoil-CoA, propanoil-CoA, crotonil-CoA, succinil-CoA e 3-idrossibenzoil-CoA non possono essere substrati. L'atomo di ossigeno introdotto nel prodotto, fenilgliossilil-CoA, deriva dall'acqua e non dall'ossigeno molecolare. Durochinone, menachinone e 2,6-diclorofenolindofenolo (DCPIP) possono agire come accettori, ma il migliore accettore fisiologico è l'ubichinone. Un secondo enzima, la fenilacetil-CoA idrolasi (numero EC 3.1.2.25), converte il fenilgliossilil-CoA generato in fenilgliossilato.